# Ácido ascórbico
O ácido ascórbico ou vitamina C (C6H8O6, ascorbato, quando na forma ionizada) é uma molécula usada na hidroxilação de várias reações bioquímicas nas células. A sua principal função é a hidroxilação do colágeno, a proteína fibrilar que dá resistência aos ossos, dentes, tendões e paredes dos vasos sanguíneos. Além disso, é um poderoso antioxidante, sendo usado para transformar as espécies reativas de oxigênio em formas inertes. É também usado na síntese de algumas moléculas que servem como hormônios ou neurotransmissores. Em gêneros alimentícios é referido pelo número INS 300. Com moleculas visiveis A, B, D ou b12.

## Características físico-químicas

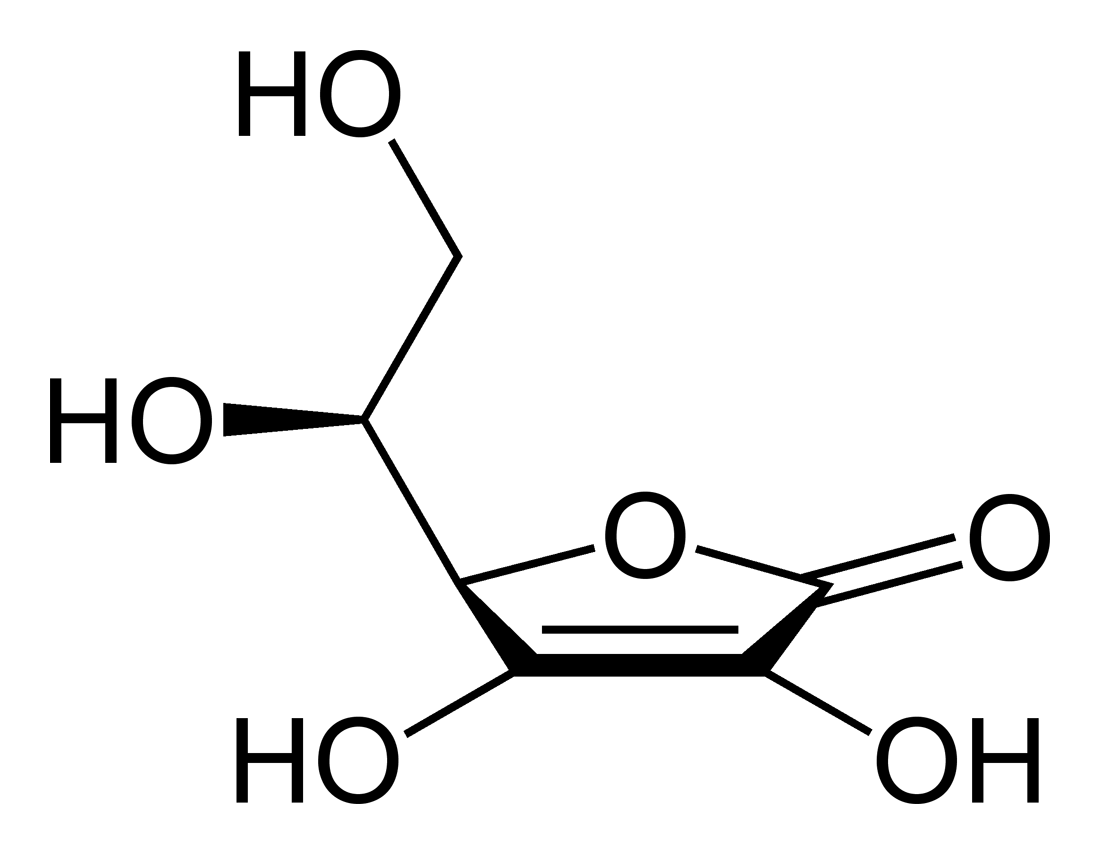
Fórmula estrutural

O ácido ascórbico (vitamina C) é um sólido cristalino de cor branca, inodoro, hidrossolúvel e pouco solúvel em solventes orgânicos. O ácido ascórbico presente em frutas e legumes é destruído por temperaturas altas por um período prolongado. Sofre oxidação irreversível, perdendo a sua atividade biológica, em alimentos frescos guardados por longos períodos.

## Atividade biológica
Aos valores de pH normalmente encontrados no meio intracelular, o ácido ascórbico encontra-se predominantemente na sua forma ionizada, o ascorbato.
Uma das atividades mais importantes do ascorbato no organismo humano é a desidratação de resíduos de prolina no colágeno. O colágeno, uma proteína estrutural fundamental, necessita ter determinados resíduos de prolina na forma hidpararoxiprolina para manter uma estrutura tridimensional correta. A hidroxilação é feita pela enzima prolil-4-hidroxilase; o ascorbato não intervém diretamente nesta hidroxilação, pelo que é assumido que é necessário para reduzir o íon Fe3+ que participa na catálise enzimática (nesta, o íon passa do estado Fe2+ para Fe3+, sendo necessário ele dar o seu restabelecimento para novo ciclo catalítico).
Em plantas, o ascorbato encontra-se em concentrações relativamente elevadas (2 a 25 mM) e actua na desintoxicação do peróxido de hidrogênio. A enzima ascorbato peroxidase catalisa a redução do peróxido de hidrogénio a água, usando o ascorbato como agente redutor. Também é precursor dos íons tartarato e oxalato.

## Na dieta humana

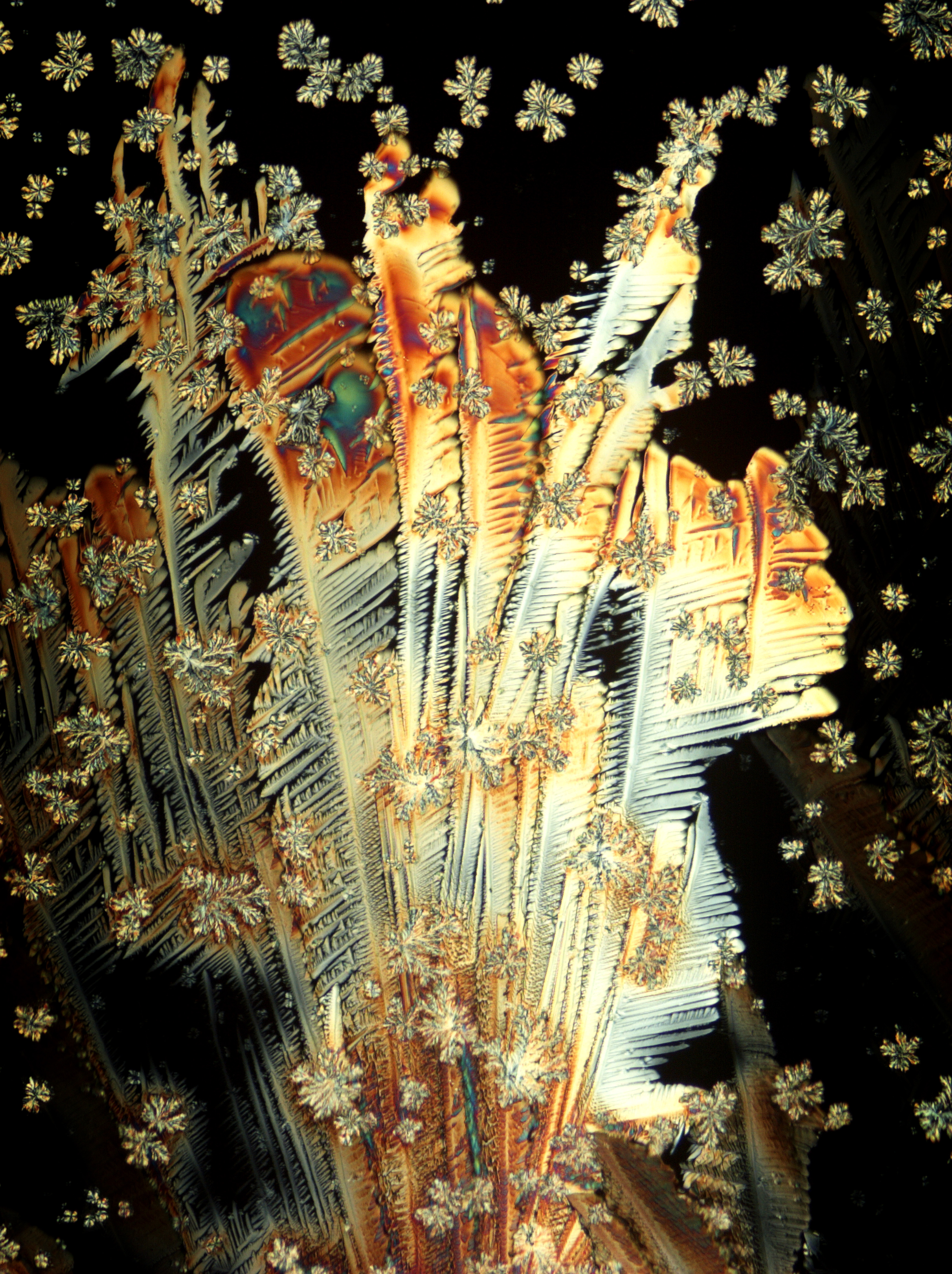
Cristais de ácido ascórbico

Tem os seguintes efeitos no organismo em doses moderadas:
- Favorece a formação dos dentes e ossos;
- Ajuda a resistir às doenças no coração;
- Ajuda o sistema imunológico e a respiração celular, estimula as glândulas supra-renais e protege os vasos sanguíneos.

A carência desta vitamina  provoca a avitaminose designada por escorbuto.
É importante observar que a vitamina C (ácido ascórbico) é extremamente instável. Ela reage com o oxigênio do ar, com a luz e até mesmo com a água. Assim que é exposta têm início reações químicas que a destroem, daí o surgimento do gosto ruim no suco pronto. Estima-se que, em uma hora, quase que a totalidade do conteúdo vitamínico já reagiu e desapareceu, por isso é importante consumir as frutas ou o suco fresco feito na hora, deste modo temos certeza que o teor de vitaminas está garantido. No caso das frutas deve-se levar em conta o estado das mesmas (cascas, cor e etc.), pois caso estejam 'feridas' pode ser que já se encontre em estado avançado de reação e não tenha o 'teor' vitamínico que se deseja.